# Оберндорф-ам-Лех
Оберндорф-ам-Лех (нім. Oberndorf am Lech) — громада в Німеччині, знаходиться в землі Баварія. Підпорядковується адміністративному округу Швабія. Входить до складу району Донау-Ріс.
Площа — 19,36 км2. Населення становить 2620 ос. (станом на 31 грудня 2020).
Офіційний код — 09 7 79 196.